# Drainage (environnemental)
Pour les articles homonymes, voir Drainage.
Le drainage naturel dans l'environnement, c'est l'écoulement de l'eau dans le sol, notamment de la nappe phréatique vers un cours d'eau.
Au Canada, on retient sept classes de drainage, déterminées selon la vitesse de leur écoulement.
Le mot « drainage » est un emprunt à l'anglais, du XIXe siècle (anglicisme). Le terme en français a d'abord eu une connotation agricole.